# Pacte d'Oostende

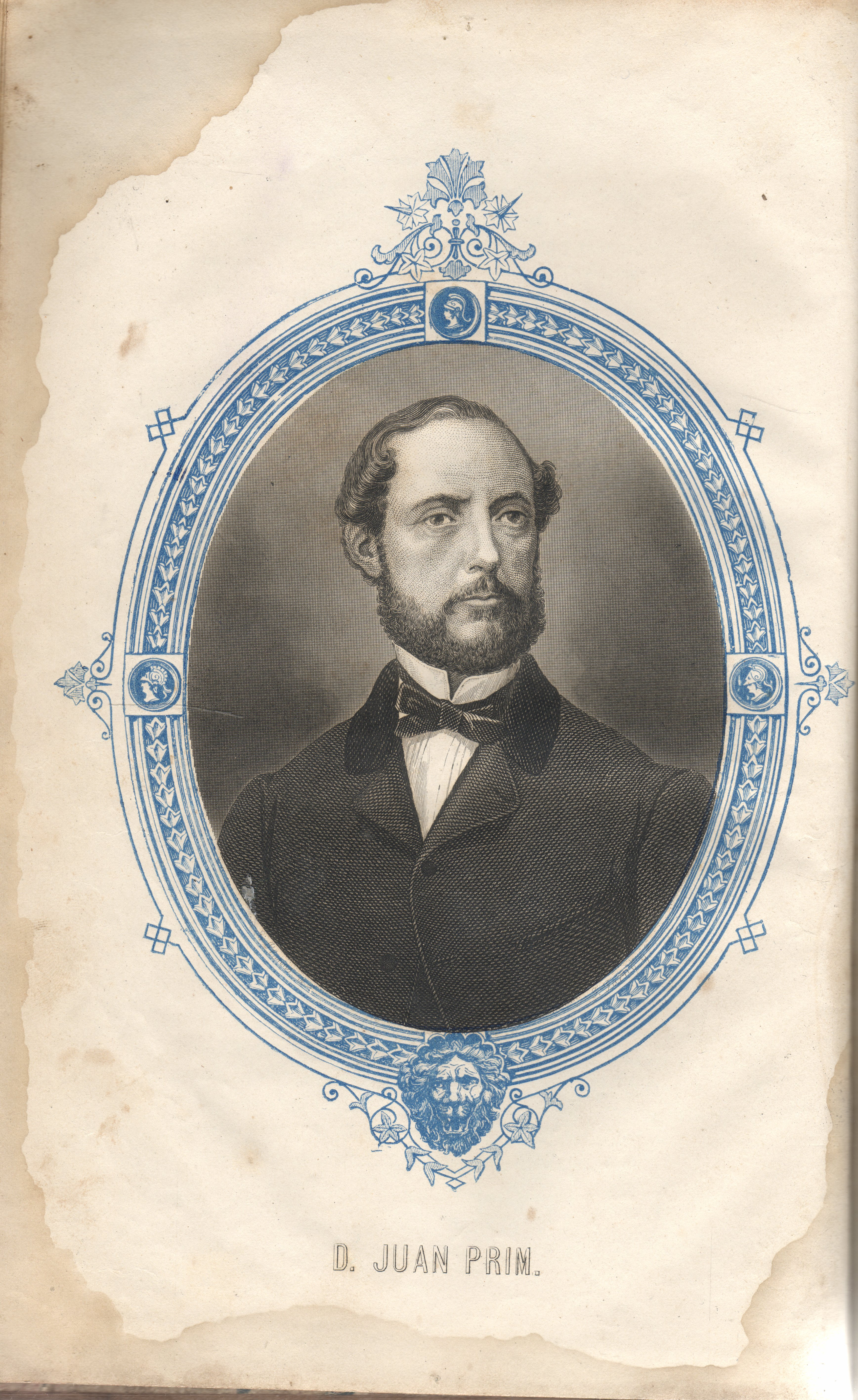
Retrat de Joan Prim.

El pacte d'Oostende va ser el resultat d'una reunió que va tenir lloc l'agost de 1866 a la ciutat flamenca d'Oostende per grups opositors a la reina Isabel II. Aquest pacte va ser l'origen de «La Gloriosa», la revolució que dos anys després va deposar la reina espanyola.

## Desenvolupament
Davant el descontentament cap al règim monàrquic d'Isabel II, afegint el fet que afavoria al Partit Moderat de Narváez, es va crear un comitè d'acció amb els partits Progressista i Demòcrata, aquest amb Cristino Martos Balbi al capdavant, sota la presidència de Joan Prim i Prats i d'acord amb Salustiano de Olózaga Almandoz, al que es van unir els republicans que van signar a l'agost de 1866 el pacte d'Oostende en contra d'Isabel II. O'Donnell es negava al fet que el seu partit Unió Liberal s'unís a aquest grup, però a la seva mort en 1867, el seu substitut, el general Serrano també s'hi va unir, igual que els republicans, de Francesc Pi i Margall, amb el que s'arrossegarien un gran nombre d'alts càrrecs militars, que van estar a l'espera del primer avís.
La fi d'aquest pacte era enderrocar la reina i el seu règim i l'establiment d'uns drets fonamentals, entre els quals destaquen el sufragi universal, inspirat pels demòcrates. Una vegada conquistat el poder es formarien unes Corts constituents que establirien la forma de govern des de llavors: monarquia o república.
Aquest pacte va constituir la fase prèvia a la Revolució de 1868, la Gloriosa, que va acabar amb la monarquia d'Isabel II, obligada a exiliar-se a França i va iniciar el període denominat Sexenni Democràtic que es perllongarà fins a desembre de 1873. Aquest període es va dividir en dues parts:
1. 1868-1870. Comença amb la revolució del 1868, en la qual el general Juan Bautista Topete s'alçarà contra Isabel II i es reunirà amb Prim i Serrano. Després de l'exili d'Isabel, Prim i Serrano encapçalaran el govern provisional, i s'imposarà la constitució del 1869 amb moltes característiques liberals i democràtiques. S'atorga el sufragi universal masculí, gran declaració de drets dels ciutadans, divisió de poders... Serà bicameral, progressista i laica.
2. 1870-1874. Prim buscarà a un monarca democràtic i el seu candidat serà Amadeu de Savoia que, després de veure la situació econòmica i política espanyola, abdicarà el 1873. El 1873 començarà la Primera República Espanyola.